# Loma Bonita (södra Álamo Temapache kommun)
Loma Bonita är en ort i Mexiko.   Den ligger i kommunen Álamo Temapache och delstaten Veracruz, i den sydöstra delen av landet, 210 km nordost om huvudstaden Mexico City. Loma Bonita ligger 109 meter över havet och antalet invånare är 137.
Terrängen runt Loma Bonita är kuperad åt sydväst, men åt nordost är den platt. Runt Loma Bonita är det ganska tätbefolkat, med 58 invånare per kvadratkilometer. Närmaste större samhälle är Álamo, 14,6 km nordost om Loma Bonita. Omgivningarna runt Loma Bonita är en mosaik av jordbruksmark och naturlig växtlighet.